# ديل كراندال
ديل كراندال (بالإنجليزية: Del Crandall)‏ هو لاعب كرة قاعدة أمريكي، ولد في 5 مارس 1930 في أونتاريو في الولايات المتحدة.

## وصلات خارجية
- ديل كراندال على موقع دوري كرة القاعدة الرئيسي (الإنجليزية)
- ديل كراندال على موقعبيزبول رفرنس.كوم (الدوري الرئيسي) (الإنجليزية)
- ديل كراندال على موقعبيزبول رفرنس.كوم (الدوري الثانوي) (الإنجليزية)